# Bryan Habana
Bryan Gary Habana (ur. 12 czerwca 1983 w Benoni) – południowoafrykański rugbysta, skrzydłowy grający ostatnio we francuskim klubie RC Toulonnais. Nosi przydomek Biegający z gepardami.
Dla reprezentacji Południowej Afryki w rugby rozegrał od 2004 roku ponad 100 meczów w których zdobył przeszło 50 przyłożeń.
Uczestnik Pucharu Świata w 2007 oraz 2011 roku. Podczas pierwszego z nich wyrównał rekord 8 przyłożeń uzyskanych w jednym turnieju należący do Jonaha Lomu. Mistrz świata 2007 i jeden z najlepszych rugbystów południowoafrykańskich. Uznany przez IRB za najlepszego rugbystę 2007 roku na świecie.